# @Tunes.
『＠Tunes.』（えーちゅーんず）は、2006年10月から2009年9月まで放送していたアニソン系音楽バラエティ番組。製作および提供はドワンゴ。

## 内容
アニメソング系トークバラエティ&音楽情報番組で、番組MCはシンガーソングライター・アニソン歌手の奥井雅美が担当。ゲストは主にアニソン歌手やアニソンを歌う声優だった。

## 放送局
- テレビ神奈川（2006年10月6日 - 2008年9月25日）　
  - （2008年9月25日まで、毎週木曜日24:45〜25:15）
  - （2007年9月27日まで、毎週木曜日25:15〜25:45）
  - （2007年3月30日まで、毎週金曜日26:15〜26:45）
- アニマックス（2008年10月5日 - 2009年9月27日）　毎週日曜日24:00〜24:30

※ 2008年10月から放送局がテレビ神奈川からアニマックスに移行した。

## 出演者
MC 
- 奥井雅美

 サポートMC 
- 栗林みな実
  - 2007年4月5日から7月5日までの期間限定レギュラー
  - 2007年9月27日の司会代役（奥井雅美がゲスト出演のため）
  - 2008年5月15日からAnimelo Summer Live開催までの期間限定レギュラー
- 近江知永
  - 2008年11月16日の司会代役（奥井雅美がゲスト出演のため）
  - 2009年8月9日の司会代役（奥井雅美がゲスト出演のため）

 ＠Girls（Assistant Girls） 
- 朝倉さくら
- 今村愛子
- 上田愛美
- 加瀬愛奈
- 小木曽佳成
- 東野亜沙美
- 南斗愛美
- 西野さき
- 野田麻未

## 番組内のコーナー
- ＠Profile Tunes.
  - その回に登場するゲストに書いてもらった、「＠Tunes.履歴書」を元に知られざる素顔に迫ってしまおうというコーナー。
- Q&＠Tunes.
  - 表示されるカードからゲストが1枚ずつセレクトし、そのカードに書かれている質問に答えていくコーナー。
- R＠NKING Tunes.
  - 着うた（R）ランキングの発表と今週のピックアップ曲を紹介するコーナー。
- H＠RMONY Tunes.
  - 一つのお題に対し、ゲストとゲストのマネージャー、もしくはプロモーターがそれぞれ答えを発表し、揃っていれば成功というゲーム。1問正解につき5秒間のPRタイムが与えられる。全3問。
- 運勢判断
  - 今後、ゲストが更なる活躍ができるように番組が勝手に運勢を判断し、ラッキーアイテムを紹介するコーナー。
- アニサマSTATION
  - Animelo Summer Live（アニサマ）に関する情報を紹介するコーナー。
  - アニサマ開催の3ヶ月程前から期間限定で放送された。

## ゲスト
- 第1回：水樹奈々
- 第2回：水樹奈々
- 第3回：高橋直純
- 第4回：牧野由依
- 第5回：JAM Project
- 第6回：桃井はるこ
- 第7回：FictionJunction YUUKA
- 第8回：美郷あき
- 第9回：宝野アリカ（ALI PROJECT）
- 第10回：angela
- 第11回：savage genius
- 第12回：栗林みな実
- 第13回：近江知永
- 第14回：新年スペシャル（総集編）
- 第15回：CooRie
- 第16回：引田香織
- 第17回：茅原実里
- 第18回：Suara
- 第19回：時東ぁみ
- 第20回：野川さくら
- 第21回：下川みくに
- 第22回：アツミサオリ
- 第23回：米倉千尋
- 第24回：石田燿子
- 第25回：橋本みゆき
- 第26回：木氏沙織
- 第27回：アニサマ2007記者会見スペシャル
- 第28回：アニサマ2007開催決定スペシャル
- 第29回：影山ヒロノブ
- 第30回：宝野アリカ（ALI PROJECT）
- 第31回：サイキックラバー
- 第32回：樹海
- 第33回：Suara
- 第34回：水樹奈々
- 第35回：近江知永
- 第36回：茅原実里
- 第37回：高橋直純
- 第38回：yuri、motsu（m.o.v.e）
- 第39回：桃井はるこ
- 第40回：Cy-Rim rev.
- 第41回：宮崎羽衣
- 第42回：近藤薫
- 第43回：影山ヒロノブ
- 第44回：美郷あき
- 第45回：福山芳樹
- 第46回：石川智晶
- 第47回：新谷良子
- 第48回：酒井香奈子
- 第49回：石田燿子
- 第50回：岩田光央

- 第51回：緒方恵美
- 第52回：奥井雅美
- 第53回：中川翔子
- 第54回：清浦夏実
- 第55回：Little Non
- 第56回：yozuca*
- 第57回：宮崎羽衣
- 第58回：ああ（savage genius）
- 第59回：水樹奈々
- 第60回：Suara
- 第61回：ナナカナ
- 第62回：きただにひろし
- 第63回：angela
- 第64回：樹海
- 第65回：平野綾
- 第66回：新年スペシャル（総集編）石田燿子
- 第67回：新年スペシャル第2弾（総集編）石田燿子
- 第68回：彩音
- 第69回：Aimi
- 第70回：KAORI
- 第71回：re-in.Carnation∞YURIA（諸田英司DD,YURIA）
- 第72回：藤重政孝
- 第73回：三重野瞳
- 第74回：クサカンムリ
- 第75回：ゆうまお
- 第76回：栗林みな実
- 第77回：ああ（savage genius）
- 第78回：榊原ゆい
- 第79回：下川みくに
- 第80回：宮崎羽衣
- 第81回：May'n
- 第82回：いとうかなこ
- 第83回：美郷あき
- 第84回：佐藤ひろ美
- 第85回：Cy-Rim rev.
- 第86回：福山芳樹
- 第87回：新谷良子
- 第88回：遠藤正明
- 第89回：米倉千尋
- 第90回：石田燿子
- 第91回：松澤由美
- 第92回：茅原実里
- 第93回：ゆい（妖精帝國）
- 第94回：GRANRODEO
- 第95回：栗林みな実
- 特別番組「ペンギン娘はぁと公開収録版＋α」
- 第96回：平野綾
- 第97回：JAM Project
- 第98回：JAM Project
- 第99回：きただにひろし
- 第100回：放送100回記念スペシャル

- 第101回：真優
- 第102回：AciD FLavoR
- 第103回：総集編

この回からアニマックスで放送
- 第104回：水木一郎
- 第105回：橋本みゆき
- 第106回：伊瀬茉莉也
- 第107回：Palette
- 第108回：近江知永
- 第109回：いとうかなこ
- 第110回：奥井雅美
- 第111回：小川真奈
- 第112回：サイキックラバー
- 第113回：茅原実里
- 第114回：ザ・ルーズドッグス
- 第115回：Rey
- 第116回：遠藤正明
- 第117回：正月特番（近江知永、美郷あき）
- 第118回：桃井はるこ
- 第119回：水樹奈々
- 第120回：彩音
- 第121回：美郷あき
- 第122回：新谷良子
- 第123回：加瀬愛奈、鈴木裕斗
- 第124回：今井麻美
- 第125回：Cyua（from BETTA FLASH）
- 第126回：下川みくに
- 第127回：腐男塾
- 第128回：アニサマ2009スペシャル
- 第129回：JAMProject
- 第130回：アニサマ2009スペシャル（近江知永、ああ）
- 第131回：栗林みな実
- 第132回：angela
- 第133回：サイキックラバー
- 第134回：近江知永
- 第135回：ELISA
- 第136回：佐藤ひろ美、加瀬愛奈
- 第137回：ああ（savage genius）
- 第138回：米倉千尋
- 第139回：Velforest.
- 第140回：野川さくら
- 第141回：May'n
- 第142回：長嶋はるか
- 第143回：飛蘭
- 第144回：アフィリア・サーガ・イースト
- 第145回：marble
- 第146回：近江知永
- 第147回：奥井雅美
- 第148回：宮崎羽衣
- 第149回：彩音
- 第150回：長谷川明子
- 第151回：JIMANG
- 第152回：Suara
- 第153回：桃井はるこ
- 第154回：最終回特別編（近江知永、ああ、美郷あき、サイキックラバー）